# Jim Clark
Jim (Jimmy) Clark (4. března 1936 Kilmany, Fife, Skotsko – 7. dubna 1968 Hockenheim) byl skotský automobilový závodník, pilot formule 1, dvojnásobný mistr světa z let 1963 a 1965 a vítěz 500 mil Indianapolis. Byl nejlepším jezdcem své generace a jak laickou, tak odbornou veřejností bývá vedle Sira Stirlinga Mosse,  Ayrtona Senny a Michaela Schumachera řazen mezi největší velikány Formule 1. Během své poměrně krátké, ale úspěšné kariéry vytvořil řadu rekordů, z nichž některé dodnes nebyly překonány.

## Před formulí 1
Narodil se jako James Clark 4. března 1936 v Kilmany ve skotském hrabství Fifeshire do rodiny farmáře jako páté a nejmladší dítě a také jediný syn. K závodění se poprvé dostal, když se jeho nejstarší sestra provdala za místního závodníka, který Jima zasvětil do závodění, ačkoli rodina byla proti tomu. Clark na sebe poprvé upozornil, když v sedmnácti letech vyhrál místní automobilový test. Na start prvního závodu se postavil o tři roky později ve vypůjčeném sedanu DKW. Závodil také ve skotských rallyových soutěžích.
Od roku 1958 jezdil pro tým Border Reivers pro Iana Scott-Watsona nejprve s Jaguarem D a později s vozem Elite začínající automobilky Lotus. Právě start v Brands Hatch s tímto vozem zaujal zakladatele Lotusu Colina Chapmana. Ten byl Clarkovými schopnostmi ohromen a nabídl mu místo ve svém voze pro start formule Junior. Jim byl sice původně dohodnut s Astonem Martinem, pro formuli 2, ale když z dohody sešlo, kývl na Chapmanovu nabídku. Prvního vítězství dosáhl už při svém čtvrtém startu opět na domácí půdě v Brands Hatch. Šéf Lotusu se jej proto rozhodl nasadit i do závodů formule 1 namísto Johna Surteese, který v té době jezdil jiné závody na motocyklech.

## Formule 1
Jim debutoval ve Velké ceně Nizozemska na okruhu v Zandvoortu. Vedl si velmi dobře, většinu závodu se držel na páté pozici, pak však udělal chybu a havaroval. Následovala belgická Grand Prix ve Spa. Clarkův kolega Stirling Moss během tréninku havaroval tak vážně, že si zlomil obě nohy. V závodě pak na tomtéž místě zahynuli dva britští piloti – Jimův kolega Alan Stacey a Chris Bristowe, jemuž Jim jako první přispěchal na pomoc. Tyto tragédie Clarkem otřásly a k okruhu si vypěstoval silný odpor (startoval zde už na konci padesátých let, kdy byl svědkem smrti jiného závodníka). Jim nicméně závodil dál a svou první sezónu završil třetím místem ve Velké ceně Portugalska. Kromě toho dojel téhož roku třetí v závodě 24 hodin Le Mans (o rok dříve skončil druhý).
V roce 1961 opět závodil ve formuli 1 za Lotus. Sezóně tehdy dominovaly vozy Ferrari, Jim však znovu dokázal dvakrát dojet mezi prvními třemi – v Nizozemsku a ve Francii. V předposledním závodě v italské Monze se však zapletl do havárie, při níž zahynul pilot Ferrari Wolfgang von Trips a také třináct diváků. Pro další rok připravil tým povedený Lotus 25 a Jim s ním vyhrál svůj první závod Grand Prix – paradoxně to bylo na neoblíbené trati v belgickém Spa. Vítězství navíc dosáhl ve velmi těžkých podmínkách – na trati pršelo a pokrývala ji mlha. Vyhrál ještě dva závody a skončil druhý za Grahamem Hillem.
Své schopnosti naplno předvedl v sezóně 1963. První závod v Monaku sice nedokončil, ale poté zvítězil čtyřikrát za sebou a celkem sedmkrát. Vyhrál například premiérovou Velkou cenu v Mexiku. K těmto vítězstvím přidal ještě druhé a třetí místo a titul získal s téměř dvojnásobným počtem bodů než šampion z předchozího roku Hill. Clark ohromil také diváky za oceánem, když dokázal dojet druhý ve slavném závodě 500 mil Indianapolis, který byl do té doby záležitostí výhradně domácích jezdců a vozů. Závodil navíc s motorem za zády, což byla v Americe také novinka.
Ve formuli 1 pokračoval Jim ve svém vítězném tažení z předchozího roku. Za volantem Lotusu 25 vyhrál tři z prvních pěti závodů. Chapman tehdy nasadil v půli sezóny nový vůz Lotus 33, který byl však málo spolehlivý a právě malá výdrž vozu stála Clarka titul, jehož se v dramatickém finále zmocnil John Surtees.
V roce 1965 však bylo vše při starém a Jim znovu dominoval závodům formule 1. Vyhrál šest závodů v řadě, což bylo do té doby něco nevídaného, a přestože v jednom závodě nestartoval a závěrečné dva nedokončil, opět získal titul s výrazným náskokem před Grahamem Hillem. Téhož roku se také vrátil do Indianapolis a slavil tam vítězství, poprvé s motorem umístěným až za řidičem. Clark je dodnes jediným jezdcem, který dokázal vyhrát tento prestižní závod a také titul mistra světa ve formuli 1 v jediné sezóně.
Rok 1966 znamenal pro formuli 1 velkou změnu, když byl zaveden nový požadavek na třílitrové motory. Lotusy do té doby poháněl malý 1,5 litrový osmiválec Climax a tajemství jejich úspěchu bylo právě v lehké konstrukci motoru i vozu. Protože žádný konkurenceschopný třílitrový motor nebyl k dispozici, museli v Lotusu vzít zavděk dvoulitrovým Climaxem, který na nejlepší nestačil. Nutně se to projevilo na výsledcích. Zatímco o titul bojoval Surtees s Brabhamem, Clark skončil v šampionátu až šestý. Přesto dokázal s málo výkonným vozem dojet třetí v Nizozemsku a vyhrát ve Spojených státech. V americké Grand Prix poháněl jeho Lotus šestnáctiválec B.R.M. P75 H16, což byly dva spojené osmiválce se dvěma klikovými hřídeli, osmi vačkovými hřídeli a šedesáti čtyřmi ventily. Bylo to jediné vítězství této nesmírně komplikované konstrukce. V Indianapolisu získal Clark znovu druhé místo. 
Aby se tým opět dostal na špici, přesvědčil jeho šéf Colin Chapman vedení Fordu, aby financovalo konstrukci nového třílitrového motoru. Vyrobila jej britská firma Cosworth. Dal tak vzniknout legendárnímu motoru Ford Cosworth, který byl do monopostů formule 1 nasazován ještě v polovině osmdesátých let, přičemž ještě v roce 1983 dokázal závod vyhrát. Chapman dodal k novému motoru také nový vůz Lotus 49. Kromě toho výrazně posílit svou jezdeckou sestavu a k Jimovi přišel jako týmový kolega šampion Graham Hill.
Začátky nového vozu s novým motorem byly těžké, protože Cosworth neoplýval velkou spolehlivostí a během sezóny oba jezdce mockrát zradil a připravil  o čelní umístění. Clark bojoval i s poruchovým vozem a v šampionátu nakonec skončil třetí. Jeho výkony vyniknou daleko více při pohledu na bilanci vítězství – Clark zvítězil čtyřikrát, zatímco nový mistr Denny Hulme a vicemistr Brabham každý pouze dvakrát. Jimův kolega Hill nepřivezl Lotusu toho roku vítězství žádné.
Clark s Hillem vzbudili v této sezóně pozornost v americké Grand Prix. Ta byla pro Lotus velmi důležitá, neboť se konala na domácí půdě jejich dodavatele motorů a tým nutně potřeboval po problematické sezóně dobrý výsledek. Poprvé v sezóně se oběma pilotům v trénincích dařilo takovým způsobem, že mohli pomýšlet na první dvě místa v závodě. Aby nedošlo během závodu ke zbytečné kolizi, hodili si před startem mincí, která určila, že vítězem bude Hill. Ten také většinu závodu skutečně vedl, ale v závěru začal mít technické problémy a musel zpomalit. Jim, nechtěje porušit dohodu také zpomalil, ale když Hillovy problémy vygradovaly tak, že další zpomalení už by překračovalo všechny meze, předjel Clark svého kolegu a zvítězil. Hillovi se i s těmito problémy podařilo uhájit druhé místo. Ihned po závodě přispěchal Jim za Hillem se svou omluvou a vše si vysvětlili. Úkol však splnili – vyhráli s přehledem před zraky vedoucích představitelů Fordu.

## Smrt
S vyhlídkami na třetí titul nastoupil Jim Clark do sezóny 1968. Zvítězil v úvodním závodě v Jižní Africe. Tímto triumfem, již pětadvacátým v kariéře, překonal co do počtu vítězství legendárního Juana Manuela Fangia. V přestávce mezi africkou a španělskou Grand Prix měl Jim s Grahamem Hillem startovat v silně obsazeném závodě formule 2 na německém Hockenheimu. V pátém kole prvního závodu Clark na extrémně rychlé trati zřejmě v důsledku defektu pneumatiky havaroval a narazil do stromu. Při nehodě utrpěl závažné zranění hlavy a krční páteře, kterým podlehl ještě před příjezdem do nemocnice.
Clarkova smrt svět F1 zdrtila. Přátelský a skromný Jim měl mezi piloty spoustu přátel počínaje Grahamem Hillem, přes Jackieho Stewarta, Dana Gurneyho nebo Jacka Brabhama. Chris Amon prohlásil: „Když se něco takového mohlo stát Jimovi, jakou šanci máme my ostatní?“ Truchlil i šéf Lotusu Colin Chapman, pro nějž byl Jim Clark nejen skvělým jezdcem, ale také velkým přítelem. Chapman si už s žádným jezdcem nerozuměl tak jako právě s Jimem. Graham Hill musel pozvednout morálku v týmu, aby mohl pokračovat v sezóně, a podařilo se mu zvítězit v španělské Grand Prix, která následovala. Na konci roku dobyl Hill svůj druhý titul mistra světa a věnoval jej právě Jimu Clarkovi, svému kolegovi a příteli.
Jim Clark byl pohřben v rodném skotském městě Chirnside, kam chodil do školy. Na jeho náhrobku je, podle jeho přání, nejprve uveden jako farmář a až poté jako automobilový závodník.

## Pocty
Výjimečná osobnost Jima Clarka se dočkala v dalších letech mnoha poct. Když v osmdesátých letech dominovaly závodům Grand Prix turbomotory, byl pro vozy s atmosférickými motory vytvořen zvláštní bodovací systém, a trofej nesla jméno Jima Clarka. V rodném městě stojí jeho socha v závodní kombinéze. Ve městě Duns se zase nachází jeho muzeum nazvané Jim Clark Room. Jeho jméno nese několik skotských soutěží a také rallyový závod pamatující na Jimovy počátky závodění.

## Rekordy
Jim Clark vytvořil během své úspěšné kariéry řadu rekordů. Startoval v celkem 72 Velkých cenách, z nichž 25 vyhrál. Bylo to více, než kolik zaznamenal legendární Juan Manuel Fangio (který jich však dosáhl při menším počtu startů) a tento rekord vydržel až do roku 1973, kdy jej přepsal Jackie Stewart, jenž zvítězil v celkem 27 závodech.
Mnohem déle vydržel další Jimův rekord – 33 pole position (první pozice na startu), kterou pokořil až Ayrton Senna během své rekordní sezóny 1988. Clark dodnes zůstává na děleném šestém místě co do celkového počtu pole position ve formuli 1.
Stále platným rekordem je počet takzvaných Grand slamů – pole position, vedení od startu až do cíle, vítězství a zajetí nejrychlejšího kola. Clark jich během kariéry získal 8. Stejně tak rekord pěti vítězství v řadě, který Jim ustanovil v roce 1965, překonal Michael Schumacher až v sezóně 2004.
Jak již bylo řečeno, Jim Clark je dodnes jediným jezdcem, který se stal v jednom roce mistrem světa F1 a také vyhrál 500 mil Indianapolis a tento rekord už zřejmě nebude překonán.
V roce 1965 Clark ustavil další platný rekord – nejvyšší procentuální počet kol na první pozici – 71,47%. V obou svých mistrovských sezónách navíc dosáhl maximálního počtu bodů (míněno v závodech, které dokončil) – o tento primát se dělí s Albertem Ascarim. Pro úplnost je třeba dodat, že do tehdejšího šampionátu se nezapočítávaly všechny výsledky.

## Kariéra ve formuli 1
| Rok  | Stáj  | Umístění    | Body    |
| ---- | ----- | ----------- | ------- |
| 1960 | Lotus | 10. místo   | 8 bodů  |
| 1961 | Lotus | 7. místo    | 11 bodů |
| 1962 | Lotus | 2. místo    | 30 bodů |
| 1963 | Lotus | Mistr světa | 63 bodů |
| 1964 | Lotus | 3. místo    | 32 bodů |
| 1965 | Lotus | Mistr světa | 54 bodů |
| 1966 | Lotus | 6. místo    | 16 bodů |
| 1967 | Lotus | 3. místo    | 41 bodů |
| 1968 | Lotus | 11. místo   | 9 bodů  |